# Venezillo longispinus
Venezillo longispinus är en kräftdjursart som beskrevs av Nunomura 2003C. Venezillo longispinus ingår i släktet Venezillo och familjen Armadillidae. Inga underarter finns listade i Catalogue of Life.